# Erekruis van het gehele Vorstelijke Huis van Lippe

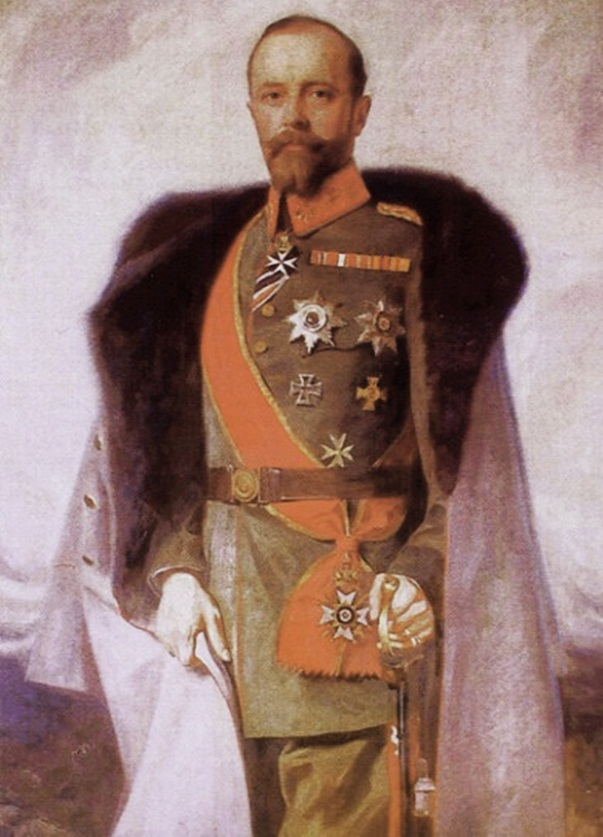
Leopold IV van Lippe-Detmold met het grootlint van zijn erekruis.

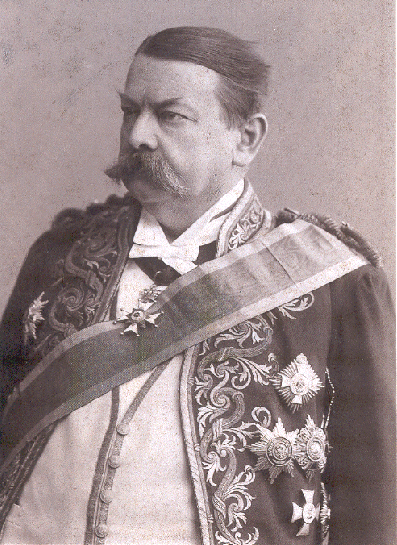
Staatssecretaris Franz v. Rottenburg met de orde om de hals

Het Erekruis van het gehele Vorstelijke Huis van Lippe (Duits: "Ehrenkreuz des Fürstlich Lippischen Gesamthauses") werd op 25 oktober 1869 door de vorsten Leopold III van Lippe (Detmold) en Adolf George van Schaumburg-Lippe ingesteld als een ridderorde in de twee kleine vorstendommen.
De Orde kende bij de stichting drie graden en een aan de Orde verbonden gouden en zilveren medaille van Verdienste maar werd op 23 oktober 1887 door Leopolds zoon en opvolger Woldemar van Lippe en Adolf I George van Schaumburg-Lippe uitgebreid tot een Orde van Verdienste met tien graden.
In 1890 werd de gezamenlijke verlening van de Orde beëindigd. De twee vorsten verleenden nu ieder hun eigen Orde die alleen door de initiaal in het medaillon van die van zijn verwant verschilde.
Zie daarom ook: Ridderorde in Schaumburg-Lippe.
Na deling in 1890 spreekt men van de Huisorde van Schaumburg-Lippe en het Vorstelijk Lippische Erekruis.

## Graden van het Erekruis van het gehele Vorstelijke Huis van Lippe in 1887
De vorst draagt een zilveren ster en, als enige, het brede grootlint van de Orde over de rechterschouder.
- Erekruis der Eerste Klasse.

Dit kruis wordt met een kroon als verhoging om de hals gedragen. Deze graad was tot 1887 de Tweede Klasse die, bij uitzondering, ook met kroon werd toegekend. De dragers van de Eerste Klasse droegen ook de zilveren ster van de Orde op hun linkerborst.
- Erekruis der Tweede Klasse.

Dit kruis, zonder kroon, is de oude Eerste Klasse van de Orde. Het kruis wordt aan een lint om de hals gedragen. Voor oorlogsverdienste kan de Tweede klasse ook met eikenloof boven het kruis worden toegekend.
- Erekruis der Derde Klasse.

Dit kruis was ooit de Tweede Klasse. Het gouden kruisje wordt, zonder kroon, aan een lint op de linkerborst gedragen.
- Erekruis der Vierde Klasse.

Dit niet geëmailleerde kruis, het medaillon is wel geëmailleerd, wordt zonder kroon aan een lint op de linkerborst gedragen.
- Erekruis der Vijfde Klasse in goud (opgeheven in 1887).
- Erekruis der Vijfde Klasse in Zilver (opgeheven in 1887).
- Gouden Erekruis (na 1887 Kruis van Verdienste in Goud).

Het kruis is gelijk aan het erekruis maar is geheel van verguld zilver.
- Zilveren Erekruis (na 1887 Kruis van Verdienste in Zilver).

Het kruis is gelijk aan het erekruis maar is geheel van zilver.
Alle graden konden met zwaarden worden verleend. Dan werden twee gekruiste vergulde of zilveren zwaarden in de armen van het kruis aangebracht. Bij bevordering bleef men dit kruis dragen en werd het kruis van de hogere klasse, naar Pruisisch voorbeeld, van zwaarden aan de ring voorzien.
In 1898 werd een Kruis der Tweede Klasse met een krans van lauwer- en eikenbladeren verleend. Ook in de daaropvolgende jaren waren er aanvullingen;
- Een Kruis der Derde Klasse met eikenloof (1913-1918).
- Officierskruizen met en zonder zwaarden (1913-1918).
- Erekruis der Vierde Klasse met stralenkrans.

De vorstin van Lippe droeg de Eerste Klasse maar in een kleinere uitvoering.

## Het kleinood van de Orde
Het juweel of kleinood is een wit achtpuntig gouden kruis van Malta met gouden ballen op de acht punten. In het midden is een medaillon aangebracht dat op een achtpuntige ster met fijne stralen ligt. Op een blauwe ring staat "Für Treue und Verdienst" geschreven. In het medaillon bevindt zich de heraldische Sternberg-Schwalenbergsche rode roos die het embleem van Lippe en haar vorstenfamilie is.
Op de keerzijde ontbreekt de blauwe ring met het motto en waren van 1869 tot 1890 op een donkerblauwe achtergrond de verstrengelde gekroonde initialen van de twee stichters te zien. In 1890 werd de initiaal "l" voor Leopold aangebracht en dat bleef zo tot de Orde in 1918 door de Vrijstaat Lippe werd opgeheven.
Het lint is ponceaurood met een brede gouden bies.
In 1918 werd de vorst gedwongen om af te treden. De leden van de vorstelijke familie beschouwen het Erekruis sindsdien als hun Huisorde en Armin van Lippe, titulair vorst van Lippe noemt zich de Grootmeester van deze Orde. Deze titel wordt door een ander lid van zijn geslacht betwist.